# Зникнення Бена Макданіеля
30°46′17″ пн. ш. 85°56′53″ зх. д. / 30.77149° пн. ш. 85.94812° зх. д.
20 серпня 2010 року працівники дайв-магазину у Vortex Spring, на північ від Понс-де-Леон, штату Флорида, США, помітили, що вантажівка залишалася на стоянці біля магазину протягом двох днів. Це належало Бену МакДаніелю (народився 15 квітня 1980 р.)  в штаті Теннессі, який весною регулярно займався дайвінгом, коли жив у сусідньому пляжному будинку батьків. Востаннє його бачили двоє із цих співробітників ввечері 18 серпня під час занурення, занурюючись в печеру на 58 футів (18 м) під поверхнею води. Хоча спочатку вважалося, що він втопився під час цього занурення, і батьки все ще впевнені, що його тіло знаходиться в недоступному просторі печерної системи, жодного сліду від нього ніколи не було знайдено.   Штат Флорида видав його родині свідоцтво про смерть у 2013 році. 
МакДаніел жив в будиночку своїх батьків на Смарагдовому узбережжі під час того, що вони називають " академічною відпусткою " в результаті розлучення, відмови бізнесу і смерті свого молодшого брата два роки тому. Будучи завзятим дайвером з підліткового віку, він був постійним відвідувачем навесні, де, мабуть, таємно досліджував печеру, незважаючи на відсутність необхідного сертифіката. Тривалі пошуки виявили лише деякі аномально розміщені та заповнені декомпресійні баки; багато дайверів, які брали участь у цих пошуках, вважають, що якщо МакДаніел справді мертвий, його тіло не знаходиться в печері, оскільки він був занадто великим, щоб увійти в його вужчі проходи. На пошуки МакДаніеля його родина віддала великі фінансові ресурси, в один момент гарантуючи вартість заміни дистанційно керованого підводного автомобіля (ROV).  Винагорода, яку вони запропонували, була скасована в 2012 році після смерті іншого дайвера, який, можливо, намагався її отримати, виправдовуючи критику дайверів, які попереджали про таку можливість і обурювались натяками МакДаніелів, що ті, хто шукав свого сина в великий особистий ризик був недостатньо "хоробрим". 
Хоча МакДаніели і продовжують вважати, що тіло Бена знаходиться в межах печери без поточних можливостей пошуку, вони також припускали таку думку, що його смерть не була випадковістю, а результатом грубої гри. Приватний слідчий, якого вони найняли, вважає, що його тіло могло бути вилучене до зв’язку з будь-якими органами влади, або, можливо, його навіть вбили на землі, а розповідь про його зникнення сфабрикували як обкладинку. Сім'я вважає, що підозріла, нібито випадкова смерть власника Vortex Spring Лоуелл Келлі наприкінці 2011 року пов'язана зі справою. Вони також розкритикували місцеве розслідування міліції як неадекватне, зокрема тест на детектор брехні, який пройшов співробітник, який був останньою людиною, яка бачила Бена живим.

## Передумови
Наприкінці 2000-х Бен Макданіель переживав важкий період у своєму житті. Найстарший із трьох синів, народжених у Шелбі та Петті МакДаніел, заможної пари, яка жила в Коллервіллі, штат Теннессі, за межами Мемфіса, він повернувся жити до батьків після того, як його шлюб закінчився розлученням і його будівельний бізнес провалився, залишивши його податкові борги у розмірі майже 50 000 доларів Службі внутрішніх доходів та штатуТеннессі. Він також все ще сумував за своїм молодшим братом Полом, частим партнером по скелелазінню за часів їх юності, який помер у 2008 році у віці 22 років від інсульту . Бен знайшов Пола в непритомному стані в сімейному будинку і намагався оживити його; пізніше він почав активно збирати гроші на фонд, який його батьки створили для підтримки досліджень щодо профілактики та лікування інсультів.  
Мак-Даніели запропонували їхньому синові взяти відпустку, запропонувавши підтримати його фінансово, поки він та його собака, шоколадний Лабрадор, якого він врятував, жили в сімейному будинку на пляжі Санта-Роза на Смарагдовому узбережжі Флориди Панхендл . Він прийняв пропозицію і переїхав до будинку батьків у квітні 2010 року. Його батьки та подруга кажуть, що цей крок виявився корисним для нього, оскільки Бен починав думати і говорити про те, щоб перейти від своїх останніх особистих невдач.  

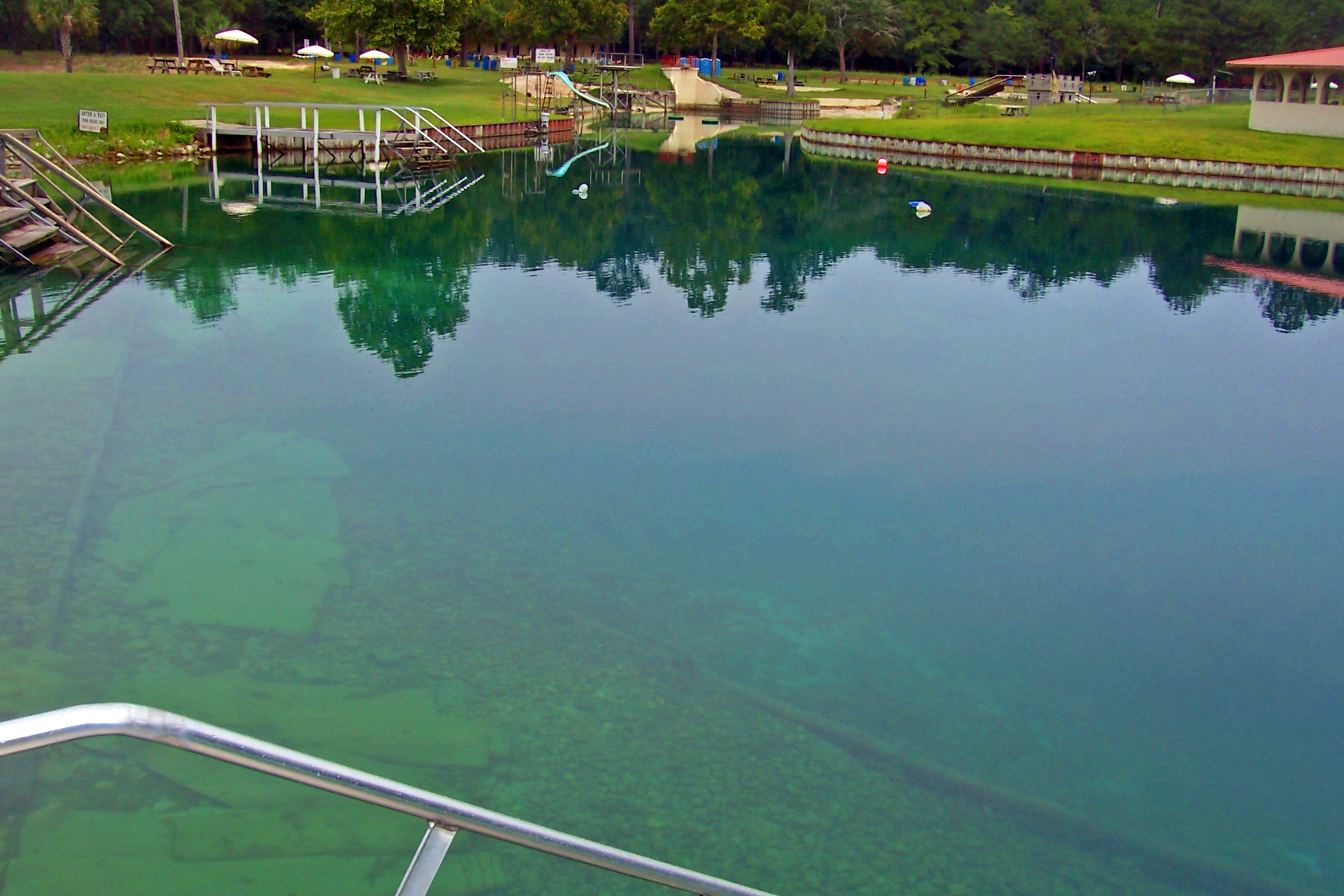
Вихрова весна

Переїзд на узбережжя Мексиканської затоки дозволив Бену зайнятися улюбленим хобі - підводним плаванням . Вперше за це він взявся у віці 15 років, займаючись зі своїми танками у сімейному басейні. Незважаючи на те, що жив на узбережжі під час відпустки, він вважав за краще пірнати у прісній воді, ставши частим відвідувачем джерела Vortex, розташованого в глибині моря на півночі від Понсе-де-Леон .  
На джерелі Vortex, яке на своєму вебсайті заявляє, що є найбільшою водолазною спорудою в штаті,  дайвери спускаючись у чисті води при постійній температурі 68 °F (20 °C) живляться Флориданським водоносним шаром . Навчання дайвінгу пропонується для всіх рівнів; досвідчені дайвери приїжджають на підводну дику природу та печеру, яка починається на 58 футів (18 м) під поверхнею. Усі дайвери повинні пред'явити підтвердження сертифікатів на відкриті води і підписати звільнення від відповідальності . 

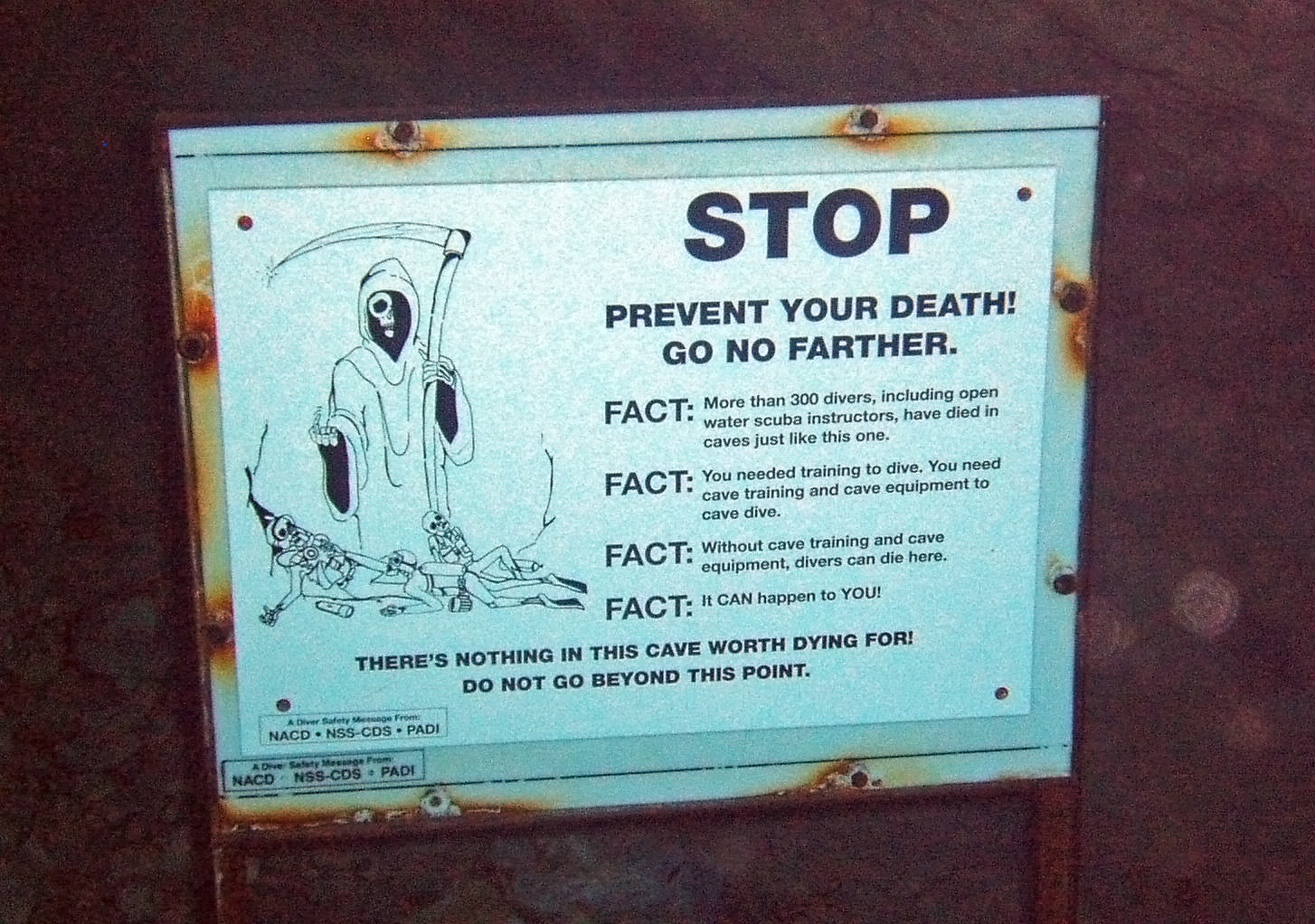
Попереджувальний знак біля входу в печеру

## Зникнення
У середині серпня, через чотири місяці перебування у Флориді, Бен на тиждень повернувся до Теннессі. Його батьки та дівчина Емілі сказали, що він здавався оптимістом. Він сказав їм, що він працює над тим, щоб отримати сертифікат інструктора, щоб він міг знайти роботу, і що він досліджує печерний дайвінг, орієнтуючись на отримання цього сертифіката. Під час вечорів з Грірою, він розповів їй про плани в кінцевому підсумку розпочати дайвінг-бізнес. У вихідні 14-15 серпня він повернувся до Флориди, залишивши за собою лист із подякою батькам за суботу та обіцяючи доглядати за ними у міру дорослішання. Після цього вони більше не бачили його. 
18 серпня, в середу після повернення до будинку на пляжі Санта-Роза, він знову піднявся до Vortex Spring. Посеред дня він зробив одне занурення. Інші дайвери бачили, як він уважно роздивлявся територію навколо входу в печеру, ніби, як пізніше повідомлялося, він щось планував. Після шліфування він наповнив свої резервуари в дайв-магазині, транзакція записана на камери безпеки (невідомо, чим він наповнив ці резервуари).  Більшу частину дня він провів сам поруч із джерелом, за словами свідків, випробовуючи обладнання та роблячи записи у своєму журналі пірнання . 
День був спекотним, температура близько 90 °F (32 °C), і як настав вечір, Бен почав готуватися до чергового занурення. Він зателефонував матері на мобільний телефон - це був останній контакт з родиною. Близько 7:30 вечора, коли сонце почало сідати, він знову занурився. 
Кронін та його співробітник Едуардо Таран, повертаючись із занурення побачили Бена, коли він почав спускатися, з увімкненими вогнями та в шоломі, припускаючи, що він заходить у печеру. Таран, який певний час підозрював, що Бен примушує відчинити хвіртку, спустився до нього і відімкнув її, спостерігаючи, як Бен заходить, а потім повертається до Кроніна. З тих пір ніхто не бачив його. 

## Пошук
Після прибуття заступники шерифа закрили джерело стрічкою із місця злочину. Танки, гідрокостюм та інше спорядження для підводного плавання у Бена не було, і не було ознак бійки біля його вантажівки. Його гаманець із майже 700 доларами готівки та мобільний телефон знаходились у кабіні його вантажівки; журнали його занурень показували, що він досліджував печеру, і карта, яку він склав, також була знайдена.  У будинку на пляжі Санта-Роза офіцери знайшли його собаку, голодну від того, що її не годували два дні. Виходячи з цих обставин, працівники міліції та дайвінг-магазину припустили, що він ніколи не виходив на поверхню і, швидше за все, втопився десь у печері, намагаючись вибратися. Трупи собак попереджали про поверхню води, додатково підтримуючи цю теорію. 

### Пропозиція винагороди та суперечки
Розчаровані обмеженнями, з якими до цього часу стикалися пошуки, все частіше приходять до думки, що тіло Бена знаходилося в межах печери, до якого ще ніхто не дійшов, Мак-Деніели запропонував винагороду в розмірі 10 000 доларів, зібраних за рахунок грошових коштів, внесених до фонду, утримуваний на 31-му дні народження їхнього сина  Натякування на боягузтво відчужувало дайверів, які вже ризикували життям, обшукуючи печеру  і викликало серед них побоювання, що це лише заохотить непідготовлених дайверів заходити в печеру і ризикувати за гроші за винагороду.  Не зупинившись, МакДаніели збільшили нагороду в два рази. 

## Смерть Лоуелл Келлі
У 2011 році Келлі позбувся звинувачень проти нього, не прийнявши оскарження . Натомість його оштрафували та засудили до семи років умовно .  Він прожив не дуже довго, щоб закінчити навіть один із цих років. 
Під час приготування чилі, яке він влаштував у Vortex Spring у грудні, Келлі, як повідомляється, впав зі сходів і поранив голову . Присутні повезли його додому в Понс-де-Леон, де допомогли Келлі прийняти душ, а потім, накривши його ковдрою, залишили відпочивати у ванні. Вранці до будинку прийшла інша людина, яка зазначила, що його стан за ніч погіршився. Служби екстреної медичної допомоги відреагували на дзвінок і доставили його до лікарні в Пенсаколі . 
Келлі залишався в коматозному стані, і після того, як його стан не покращився, його перевели в лікарню, де він помер наступного місяця. 

## Подальші розслідування
У 2011 році, мабуть малоймовірно, що тіло Бена буде знайдено в печері, МакДаніели почали розглядати можливість того, що він загинув не під час дайвінгу, а в результаті грубої гри, і що зникнення могло бути інсценізовано для покриття (або, принаймні, його знайшли мертвим співробітники дайв-магазину, які побоювалися наслідків цього відкриття). Вони найняли приватного слідчого з Флориди Лінн-Марі Карті, який виявив, що інші люди, пов'язані з Vortex Spring, крім Келлі, мали судимість. "Існує рівно стільки підстав шукати над водою тіло Бена, як і під ним у печері", - сказала вона комерційному зверненню . 

## Дивитися також
- Список людей, які зникли
- Список <i id="mwAUU">зниклих</i> епізодів

## Зовнішні посилання
- Ben McDaniel, Missing but not forgotten у соцмережі «Facebook»
- Ben's Vortex на сайті IMDb (англ.)
- 3/4 naked Vortex Cave measuring на YouTube, video showing the portion of the cave up to the gate